# Semiplotus
Semiplotus is een geslacht van straalvinnige vissen uit de familie van eigenlijke karpers (Cyprinidae).

## Soorten
- Semiplotus cirrhosus Chaudhuri, 1919
- Semiplotus modestus Day, 1870
- Semiplotus manipurensis Vishwanath & Kosygin, 2000